# 山越吉洋
山越 吉洋（やまごし よしひろ、1963年2月20日 - ）は、京都府出身の元プロ野球選手（内野手）、野球指導者。

## 来歴・人物
平安高では、遊撃手として1980年春の甲子園に出場。1回戦で上尾高に1-2で惜敗。
高校卒業後は、法大に進学し東京六大学リーグでは在学中に4度優勝。最上級生として優勝した1984年春季リーグでは、初のベストナイン（遊撃手）に選出される。同年の全日本大学野球選手権大会ではエース西川佳明を擁し、決勝で古川慎一らのいた亜大を、延長11回の熱戦の末6-3で降し優勝。同年の日米大学野球選手権大会日本代表にも選出された。リーグ通算41試合に出場、119打数34安打、打率.286、1本塁打、15打点、9盗塁を記録。大学同期に秦真司、島田茂、伊吹淳一（のち熊谷組）らがいた。
大学卒業後は、社会人野球の本田技研に進む。チームメートに広瀬哲朗（遊撃手）がいたため、二塁手としての出場が多かった。1985年の日本選手権では伊東昭光の好投もあって初優勝、この大会の打撃賞、優秀選手賞を受賞した。また同年から都市対抗に2年連続出場（1986年は日本通運の補強選手）。
1986年のプロ野球ドラフト会議で阪急ブレーブスから2位指名を受け入団。
プロ1年目の1987年から一軍出場を果たし、1988年には弓岡敬二郎と遊撃手の定位置を争った。翌1989年には小川博文がレギュラー遊撃手に定着し出場機会が大きく減ったが、1990年には内野のユーティリティプレイヤーとして復活し、その後も準レギュラーとして活躍した。
1994年オフ、家業である滋賀県内のスーパーを継ぐために現役を引退。
2017年3月27日、四国アイランドリーグplus・高知ファイティングドッグスの野手コーチに就任することが発表された。2シーズン務め、2018年シーズンの契約満了をもって退任。

## 詳細情報

### 年度別打撃成績
| 年 度     | 球 団           | 試 合 | 打 席 | 打 数 | 得 点 | 安 打 | 二 塁 打 | 三 塁 打 | 本 塁 打 | 塁 打 | 打 点 | 盗 塁 | 盗 塁 死 | 犠 打 | 犠 飛 | 四 球 | 敬 遠 | 死 球 | 三 振 | 併 殺 打 | 打 率 | 出 塁 率 | 長 打 率 | O P S |
| --------- | --------------- | ----- | ----- | ----- | ----- | ----- | -------- | -------- | -------- | ----- | ----- | ----- | -------- | ----- | ----- | ----- | ----- | ----- | ----- | -------- | ----- | -------- | -------- | ----- |
| 1987      | 阪急 オリックス | 33    | 16    | 14    | 5     | 1     | 0        | 0        | 0        | 1     | 1     | 0     | 1        | 1     | 0     | 0     | 0     | 1     | 6     | 0        | .071  | .133     | .071     | .205  |
| 1988      | 阪急 オリックス | 89    | 172   | 161   | 21    | 39    | 4        | 3        | 3        | 58    | 19    | 2     | 0        | 3     | 1     | 6     | 0     | 1     | 37    | 2        | .242  | .272     | .360     | .632  |
| 1989      | 阪急 オリックス | 47    | 47    | 43    | 8     | 12    | 2        | 1        | 0        | 16    | 6     | 1     | 1        | 2     | 0     | 1     | 0     | 1     | 7     | 1        | .279  | .311     | .372     | .683  |
| 1990      | 阪急 オリックス | 81    | 123   | 104   | 14    | 24    | 5        | 3        | 3        | 44    | 13    | 6     | 4        | 7     | 1     | 10    | 0     | 1     | 21    | 1        | .231  | .302     | .423     | .725  |
| 1991      | 阪急 オリックス | 69    | 75    | 70    | 12    | 14    | 3        | 0        | 1        | 20    | 6     | 2     | 1        | 4     | 0     | 0     | 0     | 1     | 10    | 1        | .200  | .211     | .286     | .497  |
| 1992      | 阪急 オリックス | 47    | 48    | 40    | 12    | 10    | 1        | 0        | 0        | 11    | 1     | 1     | 2        | 4     | 0     | 1     | 0     | 3     | 11    | 1        | .250  | .318     | .275     | .593  |
| 1993      | 阪急 オリックス | 87    | 65    | 56    | 7     | 9     | 0        | 0        | 1        | 12    | 5     | 3     | 0        | 5     | 0     | 3     | 0     | 1     | 14    | 1        | .161  | .217     | .214     | .431  |
| 1994      | 阪急 オリックス | 18    | 19    | 19    | 1     | 5     | 1        | 0        | 0        | 6     | 2     | 0     | 0        | 0     | 0     | 0     | 0     | 0     | 5     | 1        | .263  | .263     | .316     | .579  |
| 通算：8年 | 通算：8年       | 471   | 565   | 507   | 80    | 114   | 16       | 7        | 8        | 168   | 53    | 15    | 9        | 26    | 2     | 21    | 0     | 9     | 111   | 8        | .225  | .268     | .331     | .600  |

- 阪急（阪急ブレーブス）は、1989年にオリックス（オリックス・ブレーブス）に球団名を変更

### 記録
- 初出場：1987年4月10日、対南海ホークス1回戦（阪急西宮球場）、9回裏に藤井康雄の代走として出場
- 初打点：1987年4月28日、対近鉄バファローズ3回戦（阪急西宮球場）、6回裏に小野和義から
- 初先発出場：1987年5月3日、対西武ライオンズ5回戦（西武ライオンズ球場）、9番・遊撃手として先発出場
- 初安打：1987年6月24日、対南海ホークス12回戦（大阪スタヂアム）、8回表に福本豊の代打として出場、西川佳明から
- 初本塁打：1988年5月1日、対ロッテオリオンズ5回戦（阪急西宮球場）、6回裏に堀井幹夫から逆転決勝3ラン

### 背番号
- 24 （1987年）
- 2 （1988年 - 1994年）
- 76 （2017年 - 2018年）